# 2014 QO441
2014 QO441 est un astéroïde troyen de Neptune.

## Description
2014 QO441 est un astéroïde troyen de Neptune. Il présente une orbite caractérisée par un demi-grand axe de 30,01 UA, une excentricité de 0,11 et une inclinaison de 18,8 par rapport à l'écliptique.

## Compléments